# Katarina Pejaković
Katarina Pejaković (Dalj, 29. ožujka 1953.) je hrvatska domovinska i iseljenička književnica iz BiH Stvara u emigraciji u Kanadi, u Ottawi. Piše pjesme.
Ušla je u antologiju 45 hrvatskih emigrantskih pisaca priređivača Šimuna Šite ćorića, Cvrčak u boriku priređivača Ante Selaka (dijelom cjeline Hrvatska revija u egzilu) te zbirku pjesama Uz rub vremena u izboru Stjepana Blažetina, Ivana Slišurića, Đure Vidmarovića, urednika Ivana De Ville.
Piše za portal Hrvati AMAC.
Napisala je knjige:
- Samotni putnici, 1989.
- Deset zapovijedi ljubavi, 1994.
- Sjena u oku, izdavač: Hrvatska kulturna zaklada /Hrvatsko slovo, 2006.